# Judikje Simons
Judikje „Jud” Simons (ur. 20 sierpnia 1904 w Hadze, zm. 20 marca 1943 w Sobiborze) – holenderska gimnastyczka sportowa, złota medalistka w wieloboju sportowym na Olimpiadzie w Amsterdamie w 1928.
Razem z koleżankami zdobyła pierwszy kobiecy złoty medal olimpijski w historii Holandii. Wyszła za mąż za Bernarda Solomona Themansa w 1935, z którym miała dwoje dzieci: Sonję (ur. 1937) i Leona (ur. 1940). Mieszkali w Utrechcie, gdzie prowadzili sierociniec gminy żydowskiej. W czasie wojny przenieśli się wraz z dziećmi i personelem do Amsterdamu. Na początku lutego 1943 zostali aresztowani i osadzeni w Kamp Westerbork. Pociąg deportacyjny wyjechał z Westerbork i trzy dni później dotarł do obozu zagłady w Sobiborze. Oboje wraz z dziećmi zostali zamordowani. 